# 16-Bit-Architektur
Unter 16-Bit-Architektur versteht man in der EDV eine Prozessorarchitektur, deren wesentliche Verarbeitungsbreite 16 Bit beträgt. Prozessoren, die eine 16-Bit-Architektur verwenden, werden häufig auch als „16-Bit-Prozessoren“ bezeichnet. Analog dazu werden auch Computerprogramme, die auf eine solche Architektur ausgelegt sind, mit dem Attribut 16-Bit versehen (z. B. „16-Bit-Betriebssystem“ oder „Windows 16-Bit“).

## Architekturen

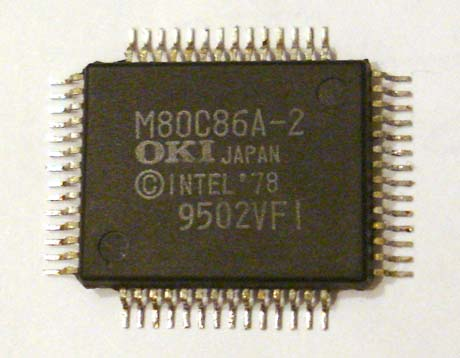
16-Bit-Prozessor

- Der DDP-116 von 1965 aus der Serie 16 von Honeywell gilt als einer der ersten, seine Nachfolger, vor allem der DDP-516 und H316, als erste kommerziell vertriebene 16-Bit-Computer
- Die PDP-11 war der erste 16-Bit-Computer der Digital Equipment Corporation
- Der TMS9900 war der erste 16-Bit-Hauptprozessor von Texas Instruments. Er wurde 1975 zu Serienreife gebracht und ab 1979 in den Heimcomputern TI-99/4 bzw. TI-99/4A verbaut, die allgemein als erste erschwingliche 16-Bit-Heimcomputer gelten
- Die WDC-65816/65802-Prozessoren von Western Design Center sind die 16-Bit-Nachfolger der 8-Bit-6502-Serie von MOS Technology
- Die Intel 8086, 80186 und 80286 der Intel-80x86-Familie waren mit 16-Bit-Registern ausgestattet, die Basisadressen wurden erweitert durch eine Segment-Adressierung und die EMS-/XMS-Standards, sodass sich Speicher bis 1 MB  direkt und bis 16 MB über Mapping ansprechen ließ. Ab dem 80386 wurde die x86-Architektur erweitert in eine 32-Bit-Architektur, und ab dem Opteron eine 64-Bit-Architektur
- Die Motorola-Prozessoren 68000 und 68010 der 68000er-Familie waren mit externem 16-Bit-Datenbus und interner 16-Bit-ALU ausgelegt, das Programmiermodell orientierte sich jedoch von Anfang an an einer 32-Bit-Verarbeitung, die in den späteren Modellen dieser Prozessorfamilie voll umgesetzt wurde
- Der TI MSP430 ist ein 16-Bit-RISC-Mikrocontroller der Firma Texas Instruments

## Design
Vereinfacht dargestellt bedeutet 16 Bit, dass die Prozessoren durch ihr Design so ausgelegt sind, dass 16 Bit (also 2 Byte) gleichzeitig verarbeitet werden können. Das schließt die Breite der externen und internen Daten- und Adressbusse, die Ausführung des Registersatzes sowie der Recheneinheiten mit ein. Weiterhin findet sich im Befehlssatz meist eine speziell auf 16 Bit angepasste Umsetzung eines Teils der gängigen Adressierungsarten.

## Programmiermodell
Die ersten verbreiteten Betriebssysteme wie DOS arbeiteten mit IP16 (small-Model), jedoch wurde hier frühzeitig eine Segmentierung hinzugefügt, so dass auch 16+16-segmentierte Zeiger existierten, die effektiv nur in 32 Bit gespeichert werden können. Analog kann das als LP32 abgekürzt sein, was für die 32-Bit-Architekturen dann übernommen wurde. Die meisten Unix-artigen Systeme wurden in Kompatibilität zu 32-Bit-Architekturen frühzeitig als ILP32-Typmodell aufgefasst, bei der auch der Int-Typ 32-bit ist, obwohl in 16-Bit-Architekturen Programme durch die halbe Wortbreite verlangsamt laufen können.